# اكمة القرضة (حزم العدين)
اكمة القرضة

تعديل مصدري - تعديل

اكمة القرضة محلة تابعة لقرية الجعامي، التابعة لعزلة يريس بمديرية حزم العدين إحدى مديريات محافظة إب في الجمهورية اليمنية، بلغ تعداد سكانها 45 حسب تعداد اليمن لعام 2004.